# Umm Dżalal (Idlib)
Umm Dżalal (arab. أم جلال) – miejscowość w Syrii, w muhafazie Idlib. W 2004 roku liczyła 2641 mieszkańców.